# Walsdorf (Luxemburg)
Walsdorf (en luxemburguès: Waalsdref; en alemany: Walsdorf) és una vila de la comuna de Tandel situada al districte de Diekirch del cantó de Vianden. Està a uns 35 km de distància de la ciutat de Luxemburg.